# Flächenfertiger

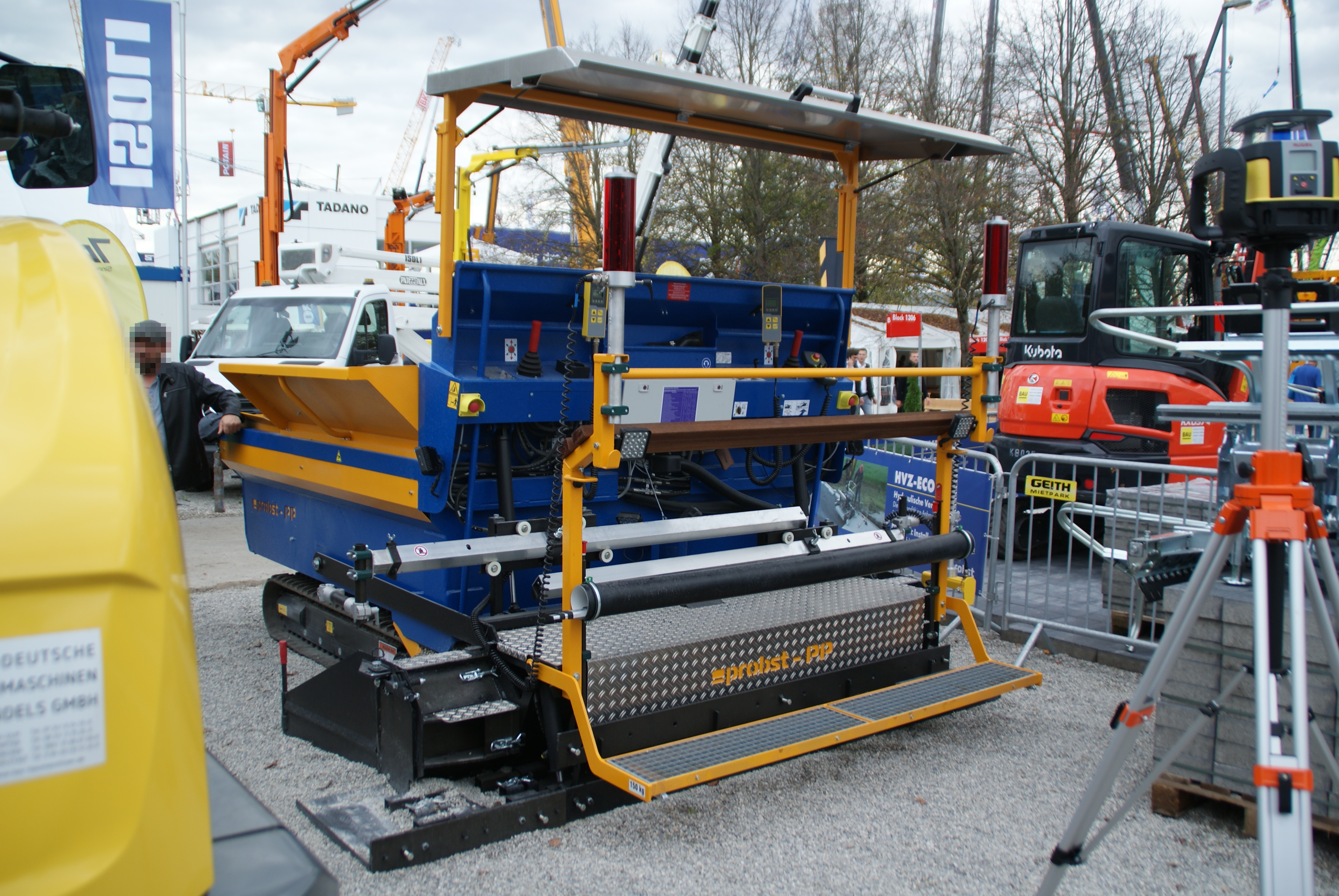
Flächenfertiger mit Blick auf den überdachten Führerstand und die Abziehbohle. Hinten im Bild befindet sich der Bunker für das Einbaumaterial.

Ein Flächenfertiger ist eine Baumaschine, mit deren Hilfe schüttfähige Materialien als gleichmäßige Schicht mit ebener Oberfläche (Planum) eingebaut werden können.

## Allgemeines
Im Straßen- und Wegebau sowie im Garten- und Landschaftsbau gibt es zahlreiche Anwendungsmöglichkeiten für den Flächenfertiger. Dazu zählt beispielsweise der linien- und flächenhafte Einbau von Schichten aus Gesteinskörnung (Sand, Kies, Splitt, Schotter etc.). Wichtig ist dabei, dass das eingebaute Material maximal erdfeucht ist und der Korndurchmesser nicht mehr als 56 mm beträgt. Aufgrund der kompakten Abmessungen kann der Flächenfertiger auch in Gebäuden bzw. Tiefgaragen (beispielsweise zum Einbau von Walzbeton sowie Estrich) eingesetzt werden. Die Einbaubreite gängiger Modelle reicht von etwa 2 Meter bis 2,75 Meter und die maximale Schichtstärke beträgt 20 cm.
Auf den ersten Blick ähnelt der Flächenfertiger dem Schwarzdeckenfertiger. Beide Maschinen haben jedoch unterschiedliche Einsatzbereiche und sind auch verschieden aufgebaut. Der Flächenfertiger wurde speziell für den Einbau trockener bis erdfeuchter Materialien entwickelt. Der Schwarzdeckenfertiger dagegen dient dem Einbau von Asphalt (Mischung aus Gesteinskörnung und Bindemittel Bitumen). Er kann neben Asphalt zwar auch andere Materialien verarbeiten, Komponenten wie zum Beispiel Kratzerbänder, Verteilerschnecken und Verdichtungsaggregate an der Bohle unterliegen jedoch aufgrund des fehlenden Schmiermittels einer deutlich höheren Abnutzung und müssen in der Folge frühzeitiger ausgetauscht werden.

## Konstruktion und Funktionsweise
Der Flächenfertiger besteht im Wesentlichen aus einem Raupenfahrwerk mit Gummiketten, auf dem vorne ein Materialbunker und hinten die Abziehbohle mit Führerstand aufgebaut sind. Auf der Abziehbohle befindet sich der Führerstand, der entweder offen oder überdacht sein kann. Von dort übernimmt der Fahrer die Steuerung des Flächenfertigers während des Einbaus. Die notwendige Antriebsenergie liefert ein Dieselmotor.
Vom Bunker aus rutscht das per Radlader eingefüllte Material auf den Untergrund vor die Abziehbohle. Sie ist beweglich gelagert und kann je nach Bedarf hydraulisch auf die gewünschte Einbaubreite ausgefahren werden. Mit ihrer Hilfe wird das Material gleichmäßig auf die benötigte Höhe abgezogen. Die Höhensteuerung erfolgt bei modernen Maschinen entweder über Lasermessung, Ultraschallabtastung oder einen Querneigungssensor.

## Geschichte und Hersteller
Der erste serientaugliche Flächenfertiger stammte von der Firma Streck GmbH, die ihn Mitte der 1990er Jahre unter der Bezeichnung SF/U auf den Markt brachte. Wenig später begann auch die Neuson Baumaschinen GmbH aus Österreich mit der Produktion des Flächenfertigers Unitrac RF 250. Beide Unternehmen stellten die Produktion der Maschinen allerdings nach nur wenigen Jahren wieder ein.
Aktuell (Stand Mai 2024) werden Flächenfertiger von der Heide GmbH aus Roding und der Probst GmbH aus Erdmannhausen angeboten. 2006 begann Markus Heide mit der Weiterentwicklung des Streck-Flächenfertigers und präsentierte 2008 einen ersten Prototyp. Mit dieser Maschine wurden in den darauffolgenden Jahren zahlreiche Einsätze absolviert und stetige Verbesserungen vorgenommen. Im Jahr 2018 erfolgte dann der Produktionsstart des Modells PRM-275. Die Firma Probst dagegen entwickelte bis 2010 einen eigenen Flächenfertiger und brachte ihn unter der Modellbezeichnung Powerplan auf den Markt.